# حاجى بشير إسماعيل يوسف
الحاج بشير إسماعيل يوسف (بالصومالية: Xaaji Bashiir Ismaaciil Yuusuf)‏ ، (بالإنجليزية: Haji Bashir Ismail Yusuf)‏; (1912 في هوبيو ، الصومال - 1984 في القاهرة ، مصر ) يُدعى عادة باسم الحاجي بشير ،  كان سياسيًا صوماليًا. كان عضوا بارزا في رابطة الشباب الصومالية وأول رئيس للجمعية الوطنية الصومالية خلال الإدارة المدنية المبكرة للجمهورية الصومالية.

## حياته الشخصية

### سنواته المبكرة
ولد الحاجي بشير عام 1912 في مقاطعة هوبيو في محافظة مدج الواقعة في وسط الصومال.
الحاجي بشير ينتمي إلى عشيرة عثمان محمود سليلة ماجرتين ، هارتي ، دارود.

### عائلته
في وقت لاحق ، دخلت ابنته سعيدة حاجى بشير إسماعيل السياسة الصومالية. وشغلت منصب نائب وزير المالية الصومالي في الحكومة الوطنية الانتقالية (بالإنجليزية: TNG)‏ بين عامي 2000 و2004. ابنه عبد الله حاج بشير إسماعيل هو النائب الأول للمدير العام للهجرة والتجنيس الصومالي، وهو أحد كبار ضباط الإدارة الصومالية رفيعي المستوى ، وكذلك كاتب السياسة والتاريخ. وكان الحاج بشير أيضًا أحد أقارب الممثل والموسيقي الصومالي الإيطالي جونز بشير والسياسي ورجل الأعمال الصومالي الحاج محمد ياسين إسماعيل.

## حياته المهنية
كان الحاجي بشير مجلس الأعضاء ومؤسسين جماعه رابطة الشباب الصومالية ، أول حزب سياسي في الصومال بعد استقلال عام 1960. انضم إلى المنظمة في عام 1943،  عندما تم تأسيس (بالإنجليزية: Somali Youth Club)‏ باسم نادي الشباب الصومالي إلي (بالإنجليزية: Somali Youth League)‏.
انضم إلى المنظمة في عام 1943 ، عندما تأسست مجموعة SYL باسم نادي الشباب الصومالي (SYC).
تأثر الناخبون القوميون لرابطة الشباب الصومالية بشدة بالتمرد الدراويش وفي الماضي ، وتحديدًا في مطلع القرن العشرين، كانت البلدة بمثابة معقل لقوات السيد محمد عبد الله حسن «الملا المجنون» أمير وادي نوجال.
بصفته الإدارية ، عمل في البداية في برلمان إقليم صوماليلاند المشمول بالوصاية كعضو برلماني (بالإيطالية: Deputato)‏ عن مدينة شمال شرق الصومال ، بوصاصو. كما كان جزءًا من وفد رابطة الشباب الصومالي المكون من ستة أعضاء والذي وجه نداءً من أجل الاستقلال المبكر أمام لجنة القوى الأربع.
في 1 يوليو 1960 ، يوم استقلال الصومال ، وافقت الجمعية الوطنية الصومالية برئاسة الحاجي بشير على قانون الاتحاد ، وانضمت إلى إقليم صوماليلاند المشمول بالوصاية (أرض الصومال الإيطالية السابقة (أرض الصومال الإيطالية سابقًا) إلى محمية أرض الصومال البريطانية السابقة. بعد إنشاء تأسيس الجمهورية الصومالية ، وتم تعيين الحاجي بشير كأول رئيس للجمعية الوطنية الصومالية. وخلفه في المنصب جامع عبد الله غالب.
من منتصف يوليو 1960 إلى منتصف عام 1966، تم انتخاب الحاجي بشير نائبا لرئيس الجمعية الوطنية الصومالية، حيث عمل جنبا إلى جنب مع أحمد جومانك.
وعُين الحاج بشير فيما بعد ذلك وزيراً للصحة والعمل في عام 1966. لقد شكل جزءًا رئيسيًا من الإدارة المدنية المبكرة للجمهورية الصومالية.
بعد مسيرة مهنية طويلة في السياسة الصومالية، تقاعد الحاجي بشير في النهاية إلى القاهرة ، مصر. وتوفي في القاهرة في 2 كانون الثاني/يناير 1984 عن عمر يناهز 72 سنه.